# Étienne Pariset
Pour les articles homonymes, voir Pariset.
Étienne Pariset, né le 5 août 1770 à Grand et mort le 3 juillet 1847 à Paris 12e, est un médecin français, connu pour être le fondateur de la Société protectrice des animaux. Médecin à l’hôpital de la Salpêtrière, il était secrétaire perpétuel de l’Académie de médecine.

## Biographie
Fils d’artisans vosgiens, son père exerçait la profession de cloutier et sa mère faisait du porte-à-porte pour livrer les commandes, Pariset vit ses premières années sans recevoir aucune instruction dans une famille miséreuse. Son oncle paternel, François Pariset, établi perruquier-parfumeur à Nantes proposa d’accueillir le petit, tant pour soulager les charges de la famille, qui comptait trois enfants, que de lui donner une instruction convenable ; de plus, il souhaitait en faire son successeur. C’est à l’âge de six ans qu’il fit le déplacement et peu après son arrivée, il fut placé dans une école privée où il apprit à lire et à compter.
À onze ans, son oncle le retira de l’école pour le prendre dans son magasin comme « apprenti parfumeur » et lui enseigna peu à peu les rudiments du métier ; un jour, le jeune Étienne dénicha quelques feuilles d’un livre, qui n’était autre qu’une comédie de Molière qu’il dévora avec avidité : pris de passion pour la littérature, il s’entendit avec l’un de ses camarades, clerc dans une paroisse, qui put lui fournir un certain nombre d’ouvrages de Bossuet, Fénelon ou Pascal. François Pariset comprit qu’il ne ferait pas de son neveu un perruquier et que ce dernier souhaitait poursuivre son instruction : il envoya l’enfant dans une institution dirigée par les Oratoriens où il fit des progrès rapides et continus en particulier en grec et en latin. Il fit sa rhétorique avec Joseph Fouché qui était, en 1789, préfet des études de cette institution avant de devenir député et de siéger à la Convention nationale.

En 1792, il fut réquisitionné et envoyé à l’Armée du Nord en qualité de lieutenant, mais il obtint sa démobilisation l’année suivante et revint à Nantes ; Frédéric Dubois rapporte que Pariset, plus tard, écrivit : 

« Si jamais je fais le voyage à Nantes, j’irai revoir tous les recoins de la maison de mon pauvre oncle, l’arrière-boutique où j’ai tant souffert, la petite cour où je découvris Molière, les corridors où je déclamais et la chambre à coucher du second où j’ai tant ri avec Voltaire et La Fontaine. »

Après son retour à Nantes, éclata l’insurrection de Vendée et, selon certains historiographes, Pariset aurait embrassé la cause des « blancs » : pendant dix-huit mois, il aurait combattu comme simple soldat dans les rangs des Vendéens et aurait fait de son mieux pour soigner ses camarades blessés ; on raconte que c’est lui qui rédigea la pétition lancée par la veuve du général vendéen Charles Artus de Bonchamps et qui motiva la clémence du représentant du peuple et sauva la vie de la noble dame.
À la création, par la Convention, des Écoles de Santé de Paris, Montpellier et Strasbourg, chaque département devait diriger, sur l’École centrale de Paris, un étudiant qui prenait le titre d’« Élève de la Patrie » et c’est Pariset qui fut envoyé par la ville de Nantes avec une pension d’État qui n’était, en fait, que d’illusoires promesses. Après quelques mois de galère et de nombreuses journées sans pain, Pariset obtint, grâce à l’appui d’un ami, Honoré Jean Riouffe, la place de précepteur de deux enfants d’une grande famille parisienne en laquelle, il trouva une seconde famille et chez qui il resta huit années, jusqu’à la mort des deux adolescents. Il reprit alors ses études médicales, tout en continuant à se passionner pour la littérature et, en cette période, il composa une tragédie, inspirée par le théâtre de Sophocle : Électre, qu’il considérait comme une œuvre magistrale et qu’il tenta vainement de faire représenter dans un théâtre parisien.
C’est également à cette époque qu’il fut reçu dans le salon de Catherine Helvétius à la Société d’Auteuil, où il rencontra nombre de littérateurs et de savants, tels que Cabanis, Richerand ou Alibert : Pariset s’y fit remarquer par son éloquence et l’originalité de ses opinions ; c’est grâce à ses relations et plus particulièrement à la protection de Cabanis qu’il put entrer, plus tard, dans les hôpitaux parisiens. Il fut nommé au Conseil d'Hygiène publique et de Salubrité en 1810.
Il fut aussi franc-maçon, membre de la loge Paix et Union de Nantes, il apparaît comme maître sur le tableau des membres de cette loge dressé le 29 messidor an, et on retrouve son nom sur le tableau de cette loge jusqu'en 1813.
S’étant marié, Pariset éprouva le besoin d’achever ses études médicales et il soutint sa thèse de doctorat, le 13 thermidor de l’an XIII, avec pour sujet « Dissertation sur les hémorragies utérines ». Malgré la naissance d’une fille et l’obligation d’assurer les subsides du ménage, il ne se résolut jamais à développer une patientèle ; par contre, il se fit apprécier du corps médical par des articles dans diverses publications de médecine ainsi que par la teneur des cours et des conférences sur l’anatomie et la physiologie. En 1813, il produisit une traduction latin-français des « aphorismes » d’Hippocrate.
Ce fut la Restauration qui fixa définitivement le sort ; sur proposition du ministre Jacques Claude Beugnot, en mai 1814, Pariset fut désigné pour donner des soins aux pauvres de l’hospice de l’hôpital de Bicêtre et par un arrêté du 22 juillet 1819, le Conseil des Hospices décida qu’il serait chargé du service des aliénés du même établissement, à la suite de la mort de François Hébréard: il s’agissait d’un important service et c’est là qu’il put recueillir un nombre important d’observations qui lui permit d’écrire plusieurs pages sur l’aliénation mentale, sur ses causes et ses différentes formes, mais l’ouvrage projeté ne parut jamais en librairie. Il fut également nommé, en 1819, membre de la « Commission pour l’amélioration du sort des aliénés » où il siégea en compagnie de Jean-Étienne Esquirol, de Philippe Pinel et d’Antoine-Athanase Royer-Collard.
En octobre 1819, le duc Decazes, alors ministre de l’Intérieur, proposa à Pariset une mission à Cadix pour observer la fièvre jaune : il s’agissait d’aller étudier sur place le mode d’invasion et de propagation du fléau et de proposer des mesures sanitaires pour lutter contre l’épidémie. Il partit en compagnie de l’un de ses élèves, début novembre 1819 et la mission dura quatre mois : Pariset conclut à la transmission d’homme à homme et imagina la mise en place de cordons sanitaires et de quarantaines.

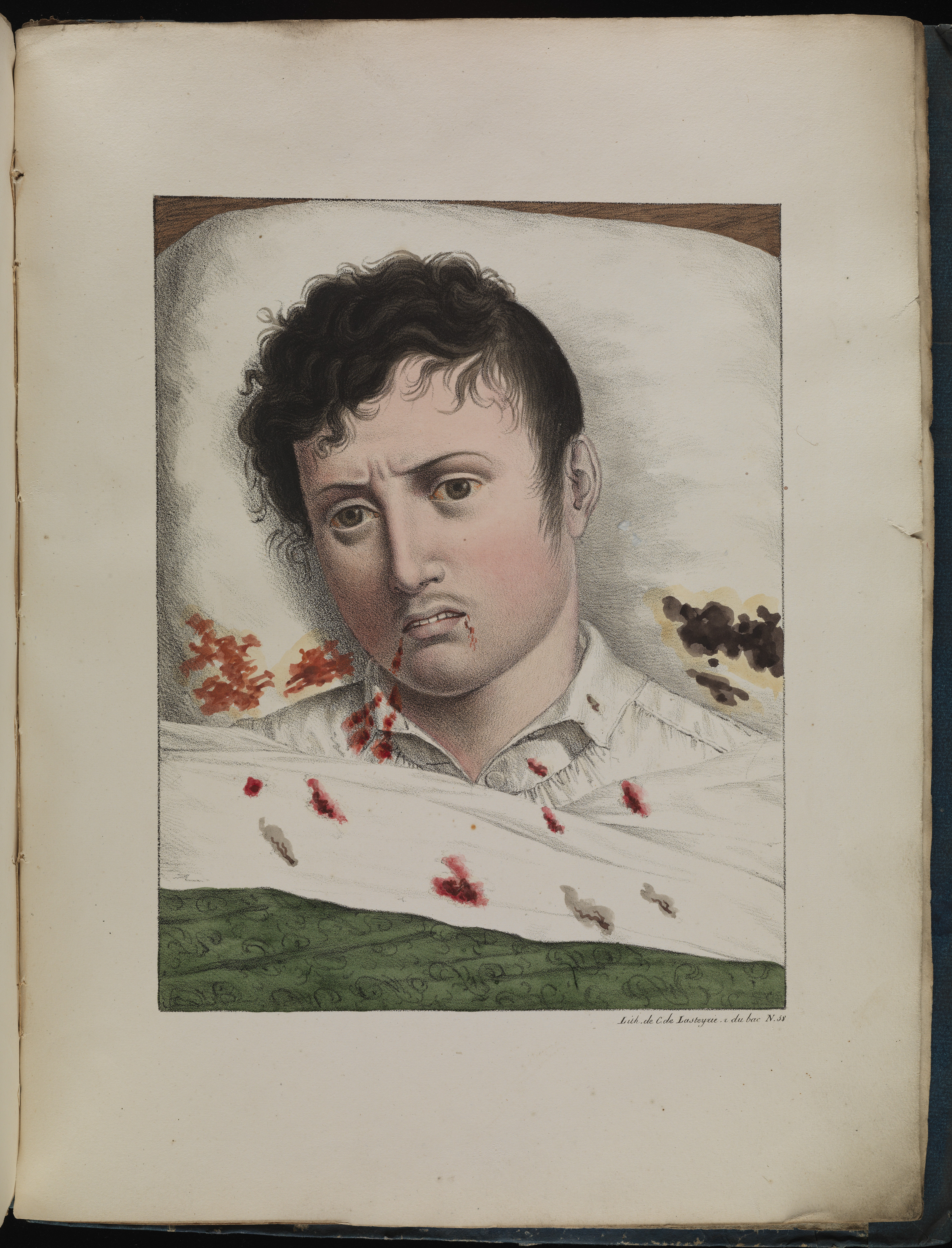
Planche extraite d’une série de 4 publiées dans Observations sur la fièvre jaune, faites à Cadix, en 1819.

Il participa à une autre mission, en septembre 1821, à Barcelone, avec François-Victor Bally, au cours de laquelle, son élève, le Dr André Mazet (1793-1821), contracta la maladie et en mourut. Convaincu que la fièvre jaune se transmettait par contagion, Pariset demanda l’établissement de quarantaines avec implantation de lazaret et il fit promulguer la loi du 3 mars 1822 relative à la police sanitaire, premier texte qui légiférait sur cette question. Bien que justes, les idées de Pariset sur la contagiosité lui valurent bien des inimitiés et sa déclaration « Nier la contagion, c’est nier Dieu » fut vivement combattue dans les publications médicales et même à l’Académie.
Le gouvernement récompensa le dévouement de Pariset : il fut décoré du collier de l’ordre de Saint-Michel, de l’Ordre de Charles III d'Espagne, et fait chevalier de la Légion d’honneur. (Il sera promu au rang d’officier à son retour d’Égypte). Il fut nommé membre du Conseil supérieur de la Santé, secrétaire perpétuel de l’Académie royale de Médecine ; enfin, il devint médecin-chef de la Salpêtrière en juin 1826. Le gouvernement lui alloua une pension viagère de 2 000 francs.
Ses travaux sur les maladies infectieuses le firent retenir pour une mission en Égypte qui dura deux ans (5 août 1828 – 10 mai 1830) : il fit des recherches sur la peste, affirma la transmission de cette maladie par contagion et proclama la nécessité de désinfecter effets et marchandises contaminés. Pariset visita la plus grande partie des villes du delta du Nil et il rencontra à plusieurs reprises Jean-François Champollion, en mission archéologique. Plusieurs biographes de Pariset rapportent que l’obélisque de Louxor de la place de la Concorde à Paris aurait été offert, à la France, par le pacha Méhémet Ali, pour remercier Pariset d’être intervenu, au cours d’un dîner auquel assistait également Champollion, pour secourir son fils, Ibrahim Pacha, victime d’un malaise. Après une quarantaine au lazaret de Toulon, Pariset regagna Paris et ce fut pour lui une grande déception, mais la postérité lui a rendu justice, de voir l’Académie se prononcer contre la théorie de la contagion qu’il avait établie pour la fièvre jaune et la peste, à la suite des interventions insistantes de Nicolas Chervin.
Dès lors, il se consacra exclusivement à la rédaction des éloges qu’il devait rédiger en tant que secrétaire de l’Académie ; il sut allier l’érudition, l’art de la formule et la faculté d’exprimer ses idées avec le cœur. Ses dernières années furent attristées par la disparition de sa fille et une intense mélancolie marqua désormais tous ses actes. Sa santé déclina progressivement et il s’éteignit le 3 juillet 1847 ; ses obsèques furent célébrées le 8 juillet au milieu d’une affluence considérable : son ami, Joseph-Henri Réveillé-Parise lui dit alors un dernier adieu « La mort t'a frappé comme homme, mais ton esprit, ton intelligence, tes travaux, la plus belle partie de toi-même, vivront à jamais dans les fastes de la Science ».
Ému par le sort des chevaux de trait qui sillonnaient la capitale et qui étaient particulièrement maltraités, Étienne Pariset avait fondé, le 2 décembre 1845, la Société protectrice des animaux, à l’image de celle qui avait été créée à Londres en 1824 : il en fut le premier président jusqu’à sa mort. Il est inhumé au cimetière du Père-Lachaise (27e division).